# Günther von Kirchbach

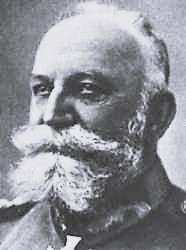
Günther von Kirchbach.

Günther Emanuel von Kirchbach, född den 9 augusti 1850 i Erfurt, död den 6 november 1925 i Bad Blankenburg, var en tysk greve och militär. Han var son till Hugo von Kirchbach.
von Kirchbach blev officer vid infanteriet 1868, deltog som underlöjtnant vid gardesfysiljärregementet i fransk-tyska kriget 1870-1871 och blev 1897 överste och regementschef, 1903 generallöjtnant och chef för 17:e infanterifördelningen samt 1907 general av infanteriet och chef för 5:e armékåren (Posen). År 1911 blev han president i rikskrigsdomstolen (Reichsmilitärgericht). Vid första världskrigets utbrott chef för 10:e reservkåren (på västfronten), utnämndes han 1916 till chef för lantvärnskåren och i april 1917 till chef för arméavdelningen D (på östfronten). I december samma år övertog han befälet över 8:e armén (på östfronten) och i augusti 1918 över armégruppen Kiev. Samma år blev han generalöverste. von Kirchbach erhöll avsked vid krigets slut.